# أحمد أحمد المعبقي
أحمد أحمد غالب المعبقي هو اقتصادي يمني، عين محافظا للبنك المركزي اليمني في 6 ديسمبر 2021.

## تعليمه
- بكالوريوس علوم اقتصادية ومالية – جامعة البترول والمعادن – 19781983.
- دبلوم دراسات متخصصة في المالية العامة والاقتصاد الكلي معهد صندوق النقد الدولي – واشنطن.
- دبلوم دراسات في التحليل الاقتصادي والإدارة المالية – معهد السياسات الاقتصادية – صندوق النقد العربي.
- دبلوم دراسات في المالية العامة – معهد السياسات الاقتصادية – صندوق النقد العربي.
- دبلوم دراسات في السوق المالية – الولايات المتحدة الأمريكية.
- دبلوم دراسات بمكافحة غسيل الأموال – معهد السياسات الاقتصادية – صندوق النقد العربي.
- دبلوم دراسات للتجارب الناجحة في مكافحة الفقر – المعهد الأفريقي – تنزانيا.

## الوظائف التي شغلها[2]
- رئيس مجلس إدارة المؤسسة العامة القابضة للتنمية العقارية والاستثمار – رئيس لجنة مكافحة غسيل الأموال.
- رئيس مصلحة الضرائب 2007 - 2014.
- عضو مجلس إدارة صندوق النقد العربي 2007 - 2010.
- وكيل مصلحة الضرائب 2005 - 2007.
- وكيل وزارة المالية لقطاع العلاقات الخارجية حتى مارس 2005.
- رئيس لجنة مكافحة غسيل الأموال 2004 - 2005.
- عضو مجلس إدارة صندوق النقد العربي 1996 - 2002.
- نائب رئيس اللجنة الفنية لإنشاء السوق المالية.
- عضو اللجان التحضيرية لاجتماعات مجالس التنسيق بين الجمهورية اليمنية وبعض الدول الشقيقة والصديقة.
- عضو لجنة تسيير مركز الدعم الفني للمساعدة الفنية التابع لصندوق النقد الدولي في بيروت.
- منسق برنامج الإصلاح في القطاع المالي والاقتصادي.
- عضو اللجنة الإشرافية لتحسين أنظمة مكافحة غسيل الأموال وتمويل الإرهاب.
- عضو لجنة التسيير المشرفة على إستراتيجية تخفيف الفقر.
- عضو لجنة التسيير للتعليم الأساسي المسار السريع.
- عضو لجنة التسيير لمشروع الأشغال العامة.
- عضو لجنة التسيير لمشاريع الطرق الريفية الممولة من البنك الدولي.
- عضو لجنة التسيير للمعونة السلعية الأمريكية.
- عضو لجنه تسيير المعونة اليابانية.
- عضو لجنة تسيير المعونة الإيطالية.
- عضو اللجنة الفنية لمحطة مأرب الغازية.
- عضو لجنة التفاوض لاستعادة ميناء الحاويات بالمنطقة الحرة بعدن.
- عضو لجنة التنسيق بين الهيئات الحكومية ومكتب البنك الدولي بصنعاء.
- عضو لجنة هيكلة القطاع المالي والمصرفي.
- عضو لجنة شراء المديونيات الخارجية للجمهورية اليمنية.
- عضو مجلس إدارة المطابع المدرسية.
- رئيس اللجنة الفنية لتسوية المديونية الخارجية.
- مدير إدارة التخطيط المالي 1985 - 1987.
- مدير عام العلاقات المالية الخارجية 1987 - 1995.| المناصب السياسية      | المناصب السياسية                                    | المناصب السياسية |
| --------------------- | --------------------------------------------------- | ---------------- |
| سبقه أحمد عبيد الفضلي | محافظ البنك المركزي اليمني 6 ديسمبر 2021 - حتى الآن | تبعه             |